# مركز الوادي
مركز الوادي هو أحد مراكز محافظة القريات في منطقة الجوف في المملكة العربية السعودية.

## التقسيم الإداري
المركز مقسم إلى 4 قرى هي:
- غطي.
- العقيلة.
- باير.
- هجرة دعبوس.

## التعداد السكاني
وفقاً لتعداد سنة 1431 للهجرة فإن عدد سكان القرى الأربعة بلغ 8073 سعودي و1225 غير سعودي.